# Matías Alejandro Galarza
Matías Alejandro Galarza (San Isidro, Argentina; 4 de marzo de 2002) es un futbolista argentino. Juega de centrocampista y su equipo actual es Talleres de Córdoba de la Primera División de Argentina.

## Trayectoria
Graduado de las inferiores del Argentinos Juniors, Galarza debutó con el primer equipo del club el 11 de diciembre de 2021 ante Sarmiento por la Primera División, fue el asistente en el segundo gol de Gabriel Ávalos en la victoria por 2-0.
En agosto de 2022, Galarza fichó en el KRC Genk de la Primera División de Bélgica por €6 millones.

## Estadísticas
Actualizado al último partido disputado el 2 de junio de 2024.
| Club                         | Div.          | Temporada     | Liga  | Liga  | Copas nacionales | Copas nacionales | Copas internacionales | Copas internacionales | Total | Total |
| Club                         | Div.          | Temporada     | Part. | Goles | Part.            | Goles            | Part.                 | Goles                 | Part. | Goles |
| ---------------------------- | ------------- | ------------- | ----- | ----- | ---------------- | ---------------- | --------------------- | --------------------- | ----- | ----- |
| Argentinos Juniors Argentina | 1.ª           | 2021          | 1     | 0     | 0                | 0                | 0                     | 0                     | 1     | 0     |
| Argentinos Juniors Argentina | 1.ª           | 2022          | 23    | 1     | 2                | 0                | —                     | —                     | 25    | 1     |
| Argentinos Juniors Argentina | Total club    | Total club    | 24    | 1     | 2                | 0                | 0                     | 0                     | 26    | 1     |
| Genk · Bélgica               | 1.ª           | 2022-23       | 8     | 0     | 1                | 0                | —                     | —                     | 9     | 0     |
| Genk · Bélgica               | 1.ª           | 2023-24       | 32    | 1     | 3                | 0                | 12                    | 0                     | 47    | 1     |
| Genk · Bélgica               | Total club    | Total club    | 40    | 1     | 4                | 0                | 12                    | 0                     | 56    | 1     |
| Total carrera                | Total carrera | Total carrera | 64    | 2     | 6                | 0                | 12                    | 0                     | 82    | 2     |